# Campodorus subarctor
Campodorus subarctor är en stekelart som beskrevs av Dmitriy R. Kasparyan 2006. Campodorus subarctor ingår i släktet Campodorus och familjen brokparasitsteklar. Inga underarter finns listade.